# Шоромська
Шоромська (рос. Шоромская) — присілок в Верхньотоємському районі Архангельської області Російської Федерації.
Населення становить 17 осіб. Входить до складу муніципального утворення Верхньотоємський муніципальний округ.

## Історія
До 1 червня 2021 року входило до складу муніципального утворення Двинське муніципальне утворення.

## Населення
| 2002 | 2010 |
| ---- | ---- |
| 13   | ↗17  |